# Chrysolina obscurella
Chrysolina obscurella é uma espécie de artrópode pertencente à família Chrysomelidae.